# Værum-Ørum Kommune
Værum-Ørum Kommune var en dansk sognekommune i Randers Amt fra 1842 til 1970. Kommunen bestod af Værum og Ørum Sogne. Den blev ved kommunalreformen i 1970 en del af Langå Kommune.